# William A. Pailes
William Arthur Pailes (* 26. Juni 1952 in Hackensack, Bundesstaat New Jersey, USA) ist ein ehemaliger US-amerikanischer Astronaut. 
Pailes erhielt 1974 einen Bachelor in Informatik von der United States Air Force Academy und 1981 einen Master in Informatik von der Texas A&M University. 
1974 absolvierte Pailes bei der United States Air Force eine Ausbildung zum Piloten. Nach Stationierungen in Arizona, Kalifornien, Großbritannien und Illinois kam er im Januar 1983 zum Manned Spaceflight Engineering Program (MSE) der Air Force auf der Edwards Air Force Base. 

## STS-51-J
Am 3. Oktober 1985 flog Pailes als Nutzlastspezialist auf dem Jungfernflug der Raumfähre Atlantis. Aufgabe der Mission war das Aussetzen zweier militärischer DSCS III-Kommunikationssatelliten. Diese wurden mittels einer IUS-Raketenstufe in eine geostationäre Umlaufbahn gebracht.

## Nach der NASA
Pailes bewarb sich vergeblich für die zwölfte NASA-Astronautengruppe und schied danach im Juli 1987 aus der NASA aus. Anschließend war er beim Air Force Special Operations Command auf dem Hurlburt Field, Florida, stationiert. Von 1992 bis 1995 war er Direktor der Defence Information Systems Agency im Pentagon. Im Oktober 1995 schied er aus der Air Force aus. Seit August 2002 ist er Ausbilder im Air-Force-Junior-Reserve Officer Training Corps (AFJROTC) in Corsicana in Texas.

## Privates
William Pailes ist verheiratet und hat ein Kind.